# Euclymene corallicola
Euclymene corallicola är en ringmaskart som först beskrevs av Treadwell 1929.  Euclymene corallicola ingår i släktet Euclymene och familjen Maldanidae. Inga underarter finns listade i Catalogue of Life.